# Palmeria incana
Palmeria incana är en tvåhjärtbladig växtart som beskrevs av A. C. Smith. Palmeria incana ingår i släktet Palmeria och familjen Monimiaceae. Inga underarter finns listade i Catalogue of Life.